# Station Wiesbaden Ost
Station Wiesbaden Ost is een spoorwegstation in de Duitse plaats Wiesbaden. Het station werd in 1840 geopend aan de Taunus-Eisenbahn.

## Treinverbindingen
De volgende treinseries stoppen momenteel (2011) in Wiesbaden Ost:
| Spoorlijn: | Treinsoort: | Route: | Bijzonderheden: |
| ---------- | ----------- | --- | --------------- |
| S-Bahn     | S1          | Wiesbaden Hauptbahnhof - Wiesbaden Ost - Hattersheim - Frankfurt am Main - Offenbach am Main - Rödermark-Oberroden v.v.            | 2× per uur      |
| S-Bahn     | S8          | Wiesbaden Hauptbahnhof - Wiesbaden Ost - Mainz - Luchthaven Frankfurt am Main - Frankfurt am Main - Offenbach am Main - Hanau v.v. | 2× per uur      |
| S-Bahn     | S9          | Wiesbaden Hauptbahnhof - Wiesbaden Ost - Mainz-Kastel - Luchthaven Frankfurt am Main - Frankfurt am Main - Offenbach - Hanau v.v.  | 2× per uur      |